# Mycenastrum corium
Mycenastrum là một chi nấm trong họ Agaricaceae. Đây là chi đơn loài, và có 01 loài phân bố rộng rãi là Mycenastrum corium.

## Hình ảnh

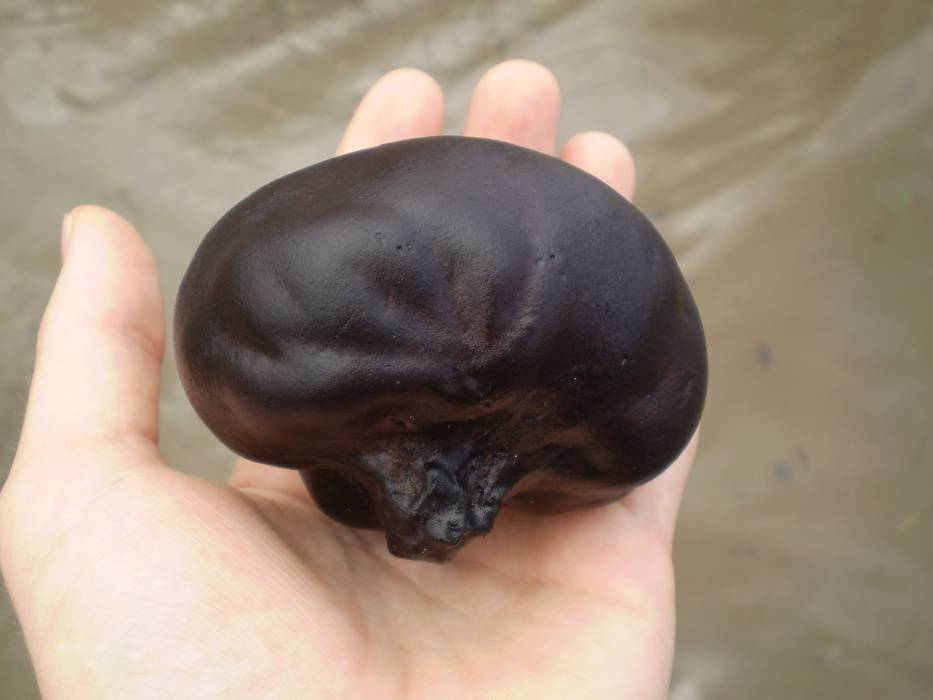
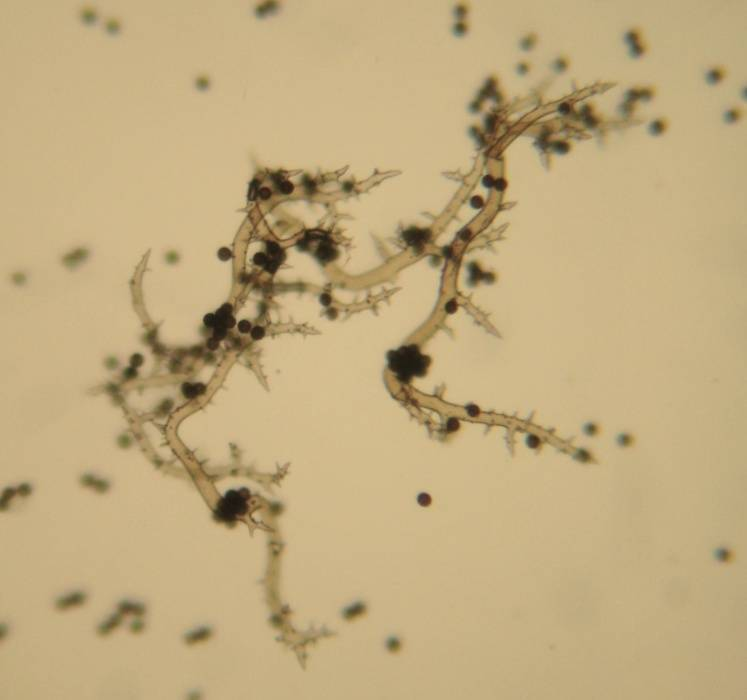
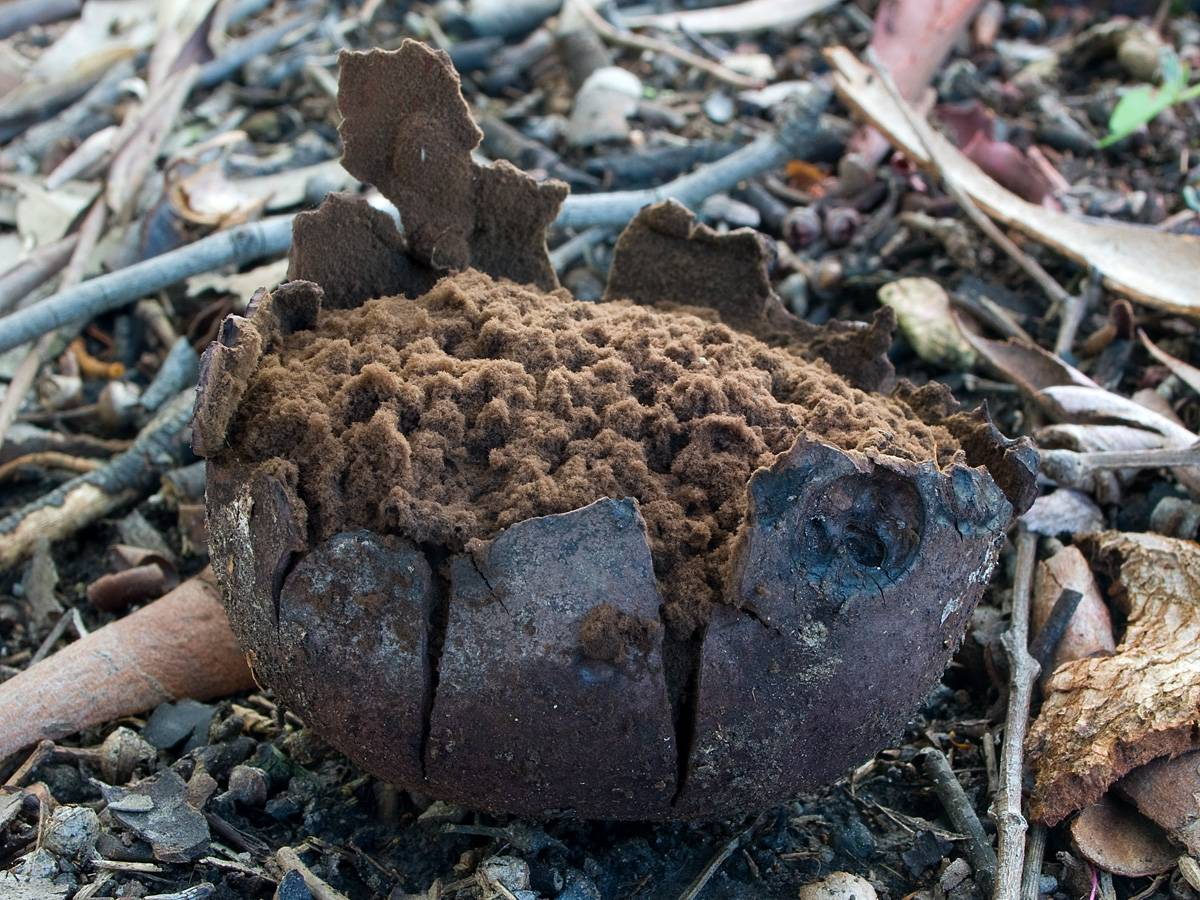